# George B. Cortelyou

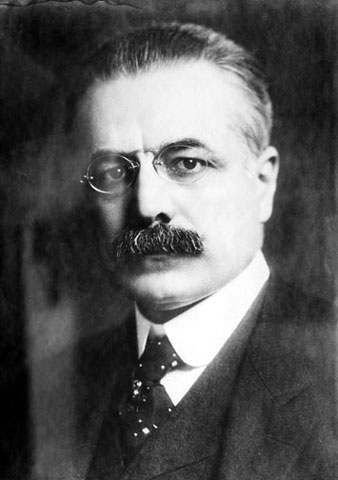
George B. Cortelyou.

George Bruce Cortelyou, född 26 juli 1862 i New York, död 23 oktober 1940 i Long Island City, New York, USA, var en amerikansk republikansk politiker.
Cortelyou var 6 september 1901 i Buffalo i egenskap av president William McKinleys sekreterare. När presidenten blev dödligt sårad av mördaren Leon Czolgoszs kulor, yttrade han till sin sekreterare: My wife – be careful, Cortelyou, how you tell her – oh be careful. ("Min fru – akta dig, Cortelyou, hur du berättar för henne – oj akta dig.")
Cortelyou tjänstgjorde i olika befattningar i Theodore Roosevelts kabinett: som handels- och arbetsminister 1903–1904, som generalpostmästare (Postmaster General), det vill säga chef för det federala postverket United States Postal Service, 1905–1907 och som finansminister 1907–1909.
Cortelyou var ordförande för republikanernas federala partistyrelse Republican National Committee 1904–1907 och i den egenskapen arbetade han för Theodore Roosevelts framgångsrika kampanj i 1904 års presidentval.